# Thibeau Spits
Thibeau Spits est un cavalier belge de saut d'obstacles. Il est double médaillé d'or européen des jeunes cavaliers de saut d'obstacles en 2022.

## Biographie
Il intègre l'équipe belge des jeunes cavaliers de saut d'obstacles très tôt durant sa carrière. Il décroche une double médaille d'or (en individuel et par équipes) au championnat d'Europe des jeunes cavaliers de 2022 avec sa jument Classic Touch, à Oliva, après un parcours à 2,90 points de pénalités,,.
En août 2022, Classic Touch est vendue. Il effectue sa première année en tant que cavalier adulte senior en 2023, avec pour objectif de faire partie de l'équipe belge aux Jeux olympiques d'été de 2024. Il intègre cette même année le Global Champions Tour (GCT),. Il termine 9e du Grand Prix du GCT en avril 2024.

## Palmarès
- 2021 : vainqueur du championnat d'Europe de saut d'obstacles jeunes cavaliers par équipes[1],[10] ;
- mai 2022 : vainqueur du CSI3* de Maubeuge avec King van Essene[6],[11],[12] ;
- juillet 2022 : double médaillé d'or du championnat d'Europe jeunes cavaliers à Oliva avec Classic Touch[3].
- octobre 2023 : vainqueur à Saint-Lô sur 1,50 m avec King van Essene[13]

En avril 2024, ses très bonnes performances permettent d'assurer la victoire de l'équipe des Prague Lions dans la Global Champions League.